# Llewellyn E. Thompson

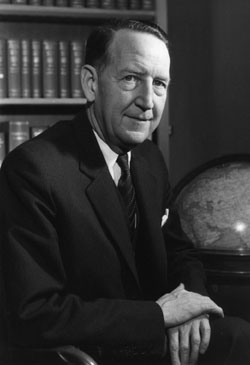
Llewellyn E. Thompson

Llewellyn E. Thompson, Jr. (* 24. August 1904 in Las Animas, Colorado; † 6. Februar 1972 in Bethesda, Maryland) war ein US-amerikanischer Diplomat.

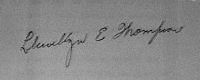
Llewellyn E. Thompson, Staatsvertrag 1955

## Leben
Llewellyn E. Thompson wurde als Sohn einer Farmerfamilie geboren; er hatte drei Brüder und eine Schwester. Er wuchs im Bent County in Colorado auf und machte 1922 seinen Abschluss an der dortigen High School. Er schrieb sich danach an der University of Colorado ein, studierte daselbst Betriebswirtschaftslehre, und erlangte 1928 seinen Bachelor. Nach einem Jahr, in dem er beim Unternehmen PricewaterhouseCoopers in New York City angestellt war, nahm er an der Georgetown University in Washington, D.C. an einem Lehrgang teil, an dem künftige Diplomaten selbst heute noch ihre Grundausbildung erhalten. Im Januar 1929 erhielt er eine Stelle im Außenministerium der Vereinigten Staaten.
Thompsons diplomatische Karriere begann noch im selben Jahr als Vizekonsul in Colombo, Sri Lanka. 1933 wurde er in die Schweiz beordert, wo er bis 1940 in Genf tätig war. In diese Zeit fällt auch seine 1937 erteilte Beförderung zum Konsul.
Als der Zweite Weltkrieg in Europa und im Pazifik nicht mehr zu stoppen war, wurde Thompson 1940 in die USA zurückbeordert. Um auch militärisch gut vorbereitet zu sein, absolvierte er daraufhin das United States Army War College in Carlisle (Pennsylvania). 1941 wurde er nach Moskau entsandt, und eignete sich so das Wissen um die Sowjetunion an, das ihn im späteren Leben noch von Nutzen sein würde. Auch erlebte er in Moskau den Einmarsch der Wehrmacht in Russland. Thompson blieb bis 1944 in Russland, ehe er nach London (England) beordert wurde, wo er bis 1946 als Konsul tätig war. Wegen seiner Russisch-Kenntnisse nahm er im Juli 1945 auch an der Potsdamer Konferenz teil. Thompson kehrte danach in die USA zurück, wo er für seine Verdienste mit der Medal of Freedom ausgezeichnet wurde.
In der Zeit zwischen 1946 und 1950 wurde Thompson überwiegend im Innendienst eingesetzt und bekleidete administrative Positionen, darunter Leiter der Abteilung für Europäische Beziehungen oder auch persönlicher Berater im Stab von US-Außenminister George C. Marshall. Am 2. Oktober 1948 heiratete er die Künstlerin Jane Monroe Goelet, für die es bereits die zweite Ehe war. Neben der Stieftochter aus der ersten Ehe seiner Frau bekamen die beiden im Lauf der Zeit auch zwei eigene Töchter.
1950 wurde Thompson von US-Präsident Harry S. Truman zunächst nach Rom entsandt, und von dort nach Österreich, wo er im Juli 1952 als Hochkommissar die Leitung der US-amerikanischen Besatzungszone übernahm; ab 1955 war er dort Botschafter. Unter Thompsons Einfluss kam im Mai 1955 der Österreichische Staatsvertrag zur Ratifizierung, den Thompson auch mit unterzeichnete. Kurz danach verkündete der österreichische Bundeskanzler Leopold Figl: Österreich ist frei!
Thompsons Kenntnisse mit den Sowjets machte sich auch Trumans Nachfolger, Dwight D. Eisenhower zunutze, und ernannte ihn im Juni 1957 zum Botschafter in der UdSSR. Mit Thompsons Hilfe gelang es, eine historische Begegnung Eisenhowers mit Nikita Chruschtschow, im Jahr 1959 auf amerikanischem Terrain zu erreichen, und in weiterer Folge eine Reduktion des Kalten Krieges. Thompson und Chruschtschow waren bald nicht nur auf politischer, sondern auch auf privater Ebene gute Freunde; beide zollten einander großen Respekt.
Thompsons Wirken für US-Präsidenten setzte sich auch unter John F. Kennedy fort, der den Botschafter im August 1961 in Bezug auf die Krise in Berlin und den Bau der Berliner Mauer konsultierte. Im Sommer 1962 kehrte Thompson nach Washington zurück, wo er im Herbst desselben Jahres Kennedy und seinem Stab, vor allem jedoch dem Nationalen Sicherheitsrat während der Kubakrise beratend zur Seite stand. Wie kein zweiter kannte Thompson Chruschtschow und die Sowjets.
Unter Präsident Lyndon B. Johnson wurde Thompson kurzzeitig Unterstaatssekretär, ehe er im Januar 1967 erneut als Botschafter der USA nach Moskau entsandt wurde. In seiner zweiten Amtszeit, die knapp zwei Jahre lang, bis Januar 1969 währte, arrangierte er ein Treffen Johnsons mit Premierminister Alexei Kossygin in den USA. Überschattet wurden die Bemühungen Thompsons, das Wettrüsten beider Seiten zu minimieren, durch die Teilnahme der Vereinigten Staaten am Vietnamkrieg.
In den letzten Jahren seines Lebens wurde Thompson mit verschiedenen Aufgaben betraut. Nachdem er kurzzeitig Mitglied in der CIA gewesen war, griff US-Präsident Richard Nixon erneut auf seine Fähigkeiten als Diplomat zurück und entsandte ihn auf Konferenzen nach Helsinki und Wien.
Überraschend starb Thompson im Februar 1972, im Alter von 67 Jahren, an Krebs.

## Ehrungen
Ihm zu Ehren wurde jener Straßenabschnitt des U.S. Highway 50, der durch seine Geburtsstadt Las Animas führt, in Ambassador Thompson Boulevard umbenannt.